# Беки (Гомельская область)
Беки (бел. Бякі) — деревня в Ельском районе Гомельской области Белоруссии. Входит в состав Скороднянского сельсовета.

## География

### Расположение
В 34 км на юго-запад от Ельска, в 11 км от железнодорожной станции Славечна (на линии Калинковичи — Овруч), в 211 км от Гомеля.

## Транспортная сеть
Транспортные связи по просёлочной, затем автомобильной дороге Скородное — Ельск. Застройка деревянная, усадебного типа.

## История
По письменным источникам известна с XIX века как хутор в Мозырском уезде Минской губернии. В 1879 году упоминается как селение Скороднянского церковного прихода. В 1917 году в Скороднянской волости. В 1931 году жители вступили в колхоз. Во время Великой Отечественной войны в июне 1943 года немецкие каратели сожгли деревню и убили 11 жителей. 21 житель погиб на фронте. В 1959 году в составе совхоза «Скороднянский» (центр — деревня Скородное). Размещались клуб, библиотека, фельдшерско-акушерский пункт.

## Население

### Численность
- 2004 год — 45 хозяйств, 93 жителя.

### Динамика
- 1897 год — 8 дворов, 66 жителей (согласно переписи).
- 1917 год — 138 жителей.
- 1925 год — 23 двора, 146 жителей.
- 1940 год — 39 дворов, 169 жителей.
- 1959 год — 167 жителей (согласно переписи).
- 2004 год — 45 хозяйств, 93 жителя.